# Rumex lunaria
Espèce
Rumex lunaria, est une plante de la famille des Polygonacées, originaire des Îles Canaries.

## Synonyme
- Acetosa lunaria (L.) Mill.

## Étymologie
Le nom de lunaria a été attribué en référence à la forme des fruits.

## Description
C'est une plante vivace arbustive atteignant 1 mètre de haut.
Les feuilles arrondies sont plus larges que longues.

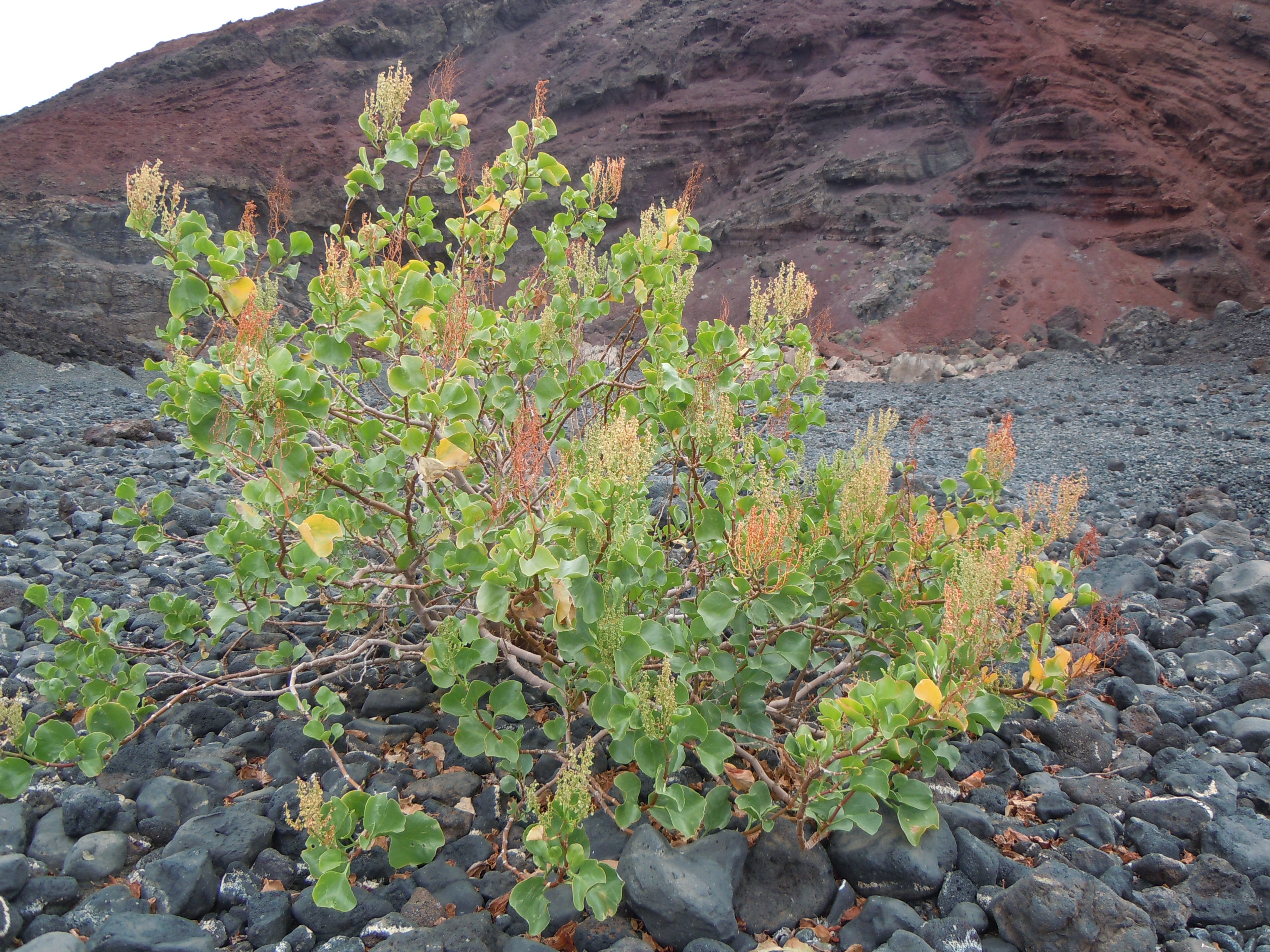
Rumex lunaria est un arbuste pionnier des sols volcaniques.
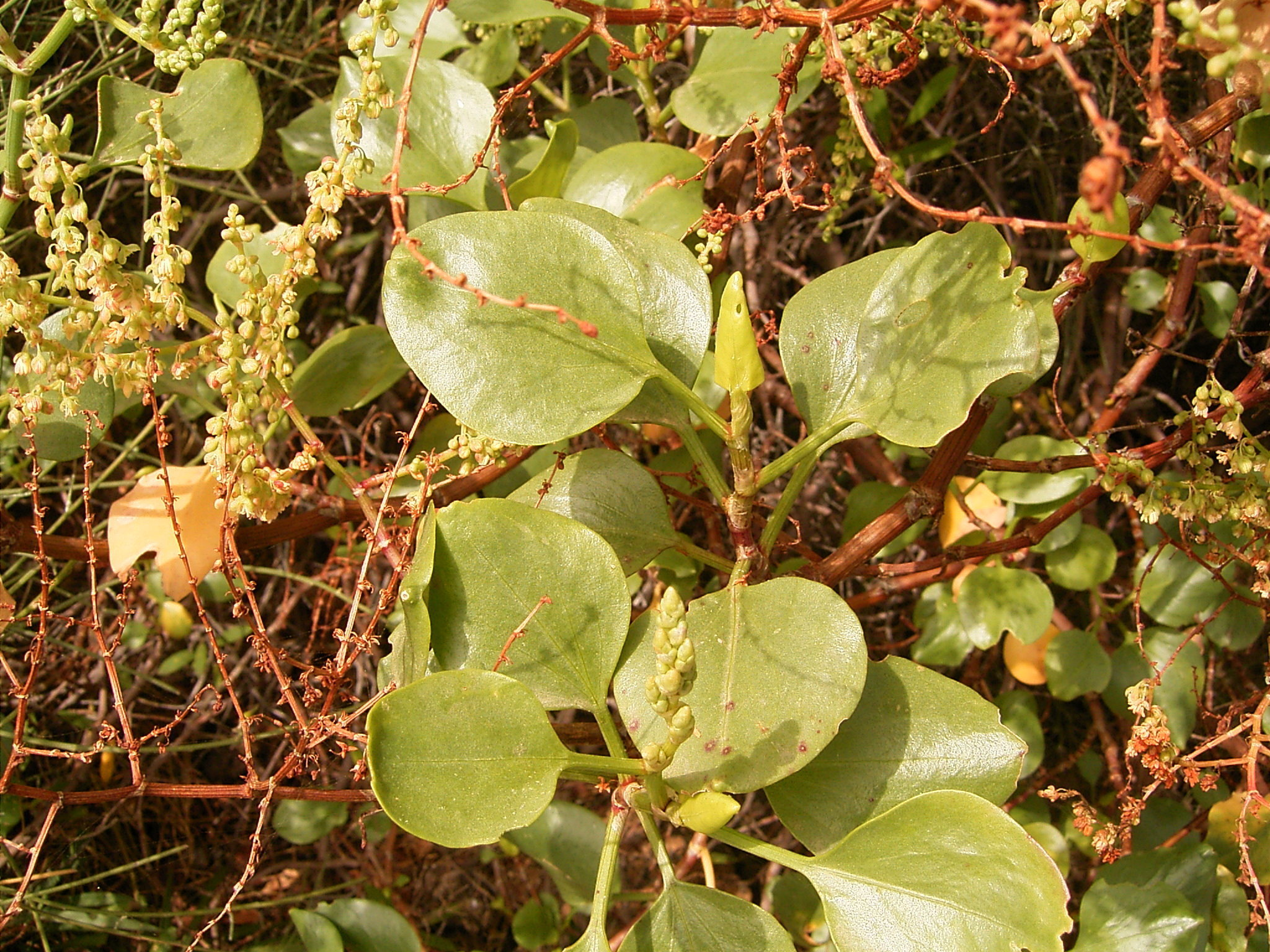
Vue des feuilles
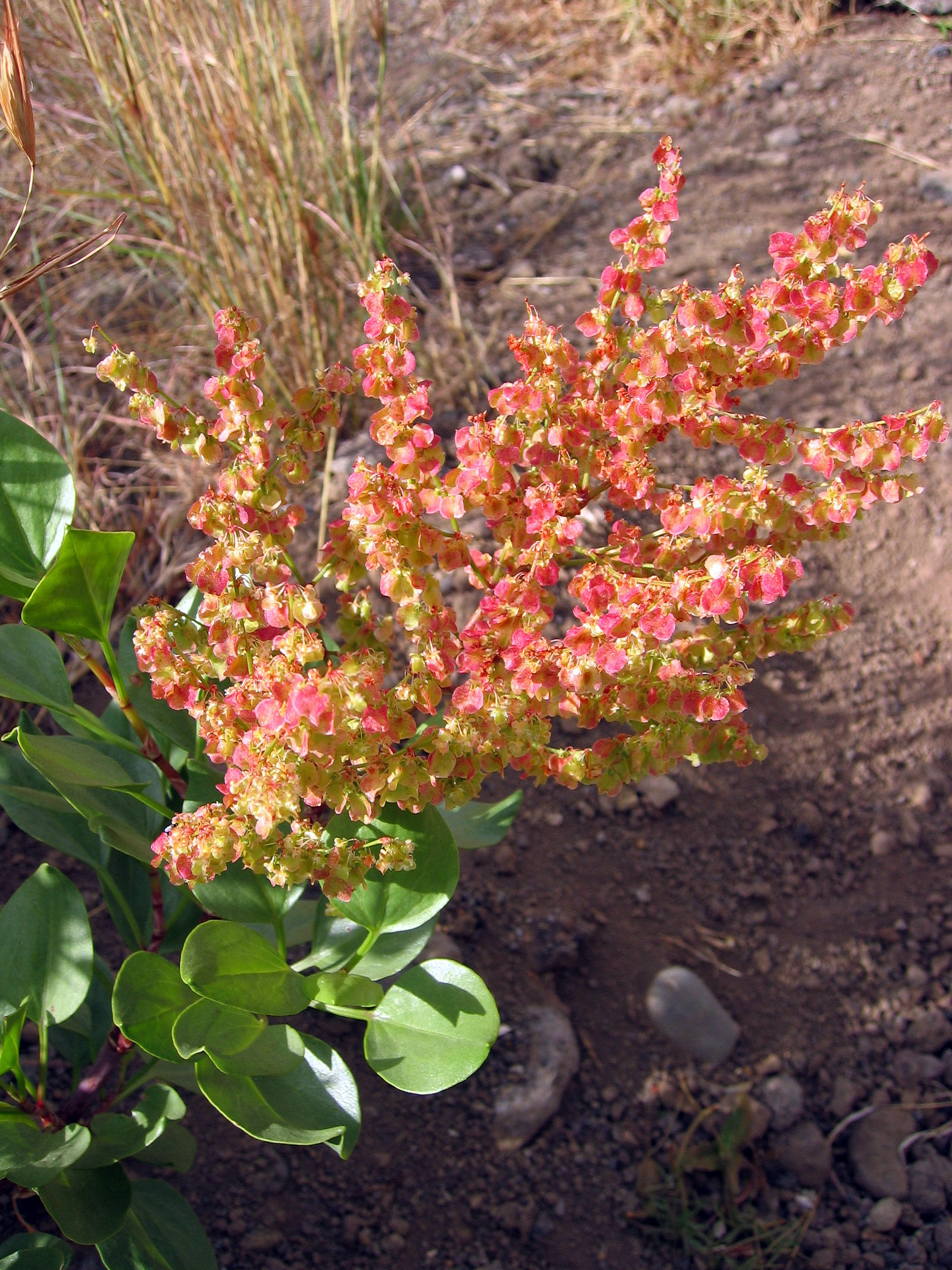
Inflorescence en épi.

## Répartition
Rumex lunaria est endémique aux îles Canaries. 
Elle est pionnière des sols volcaniques

## Utilisation
La plante est réputée pour avoir des propriétés anti-inflammatoires, émollientes et astringentes.